# جيرسون غوسماو
جيرسون غوسماو (بالبرتغالية: Gerson Gusmão) هو لاعب كرة قدم ومدرب كرة قدم برازيلي في مركز الدفاع، ولد في 8 مايو 1974 في نوفو هامبورغو في البرازيل. لعب مع Futebol Clube Santa Cruz ‏.